# 코텍스 (밴드)

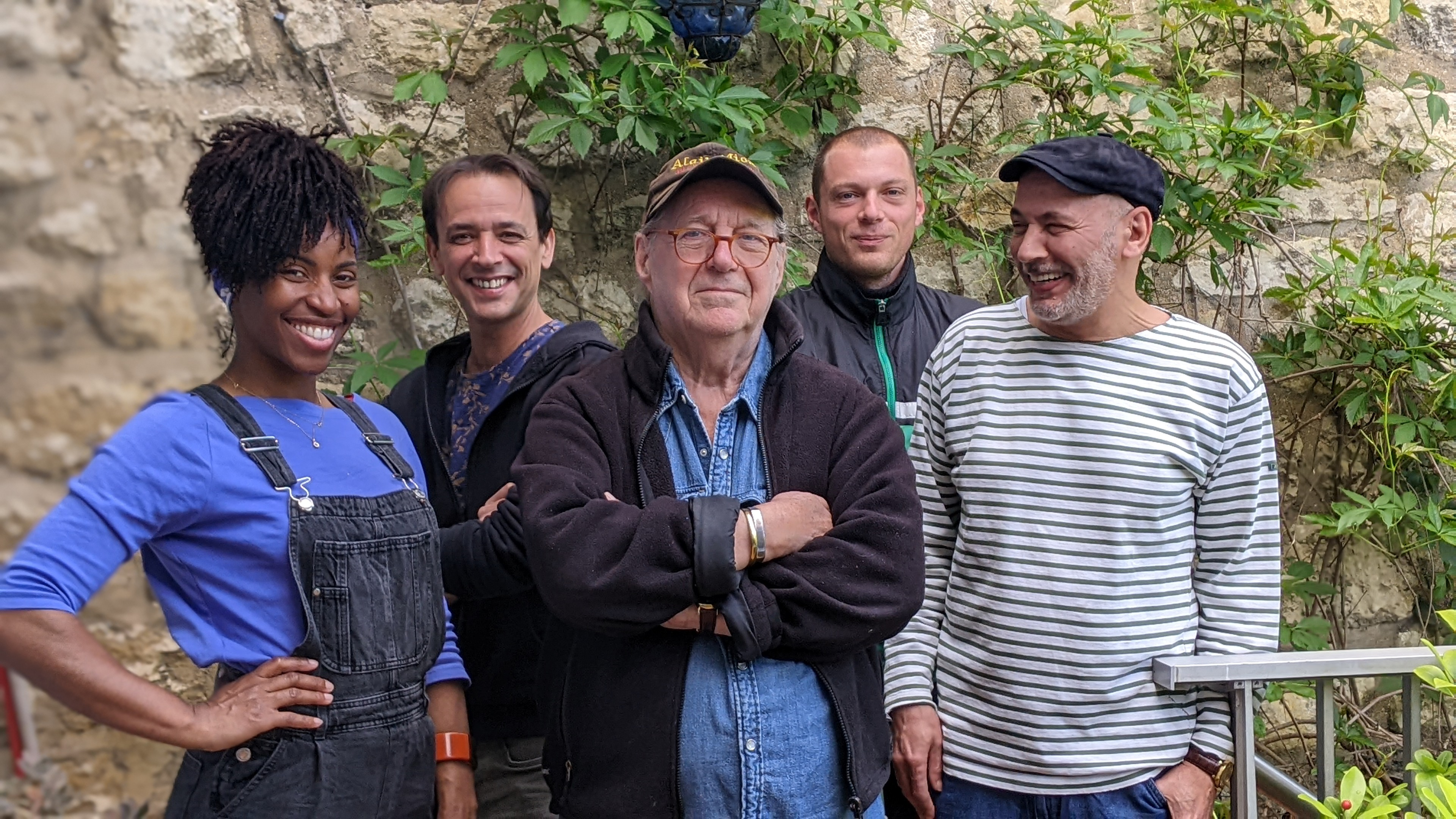

코텍스(Cortex)는 1974년에 결성된 재즈 펑크 밴드이다. 코텍스는 1970년대 미국 펑크와 재즈에서 영감을 받아 분위기 있는 보컬이 혼합된 폴리리듬 악기와 펑크, 보사노바, 삼바 재즈, 사이키델릭 록 그루브로 유명하다. Cortex는 1981년에 해체되었지만 2009년에 밴드 리더 알랭 미온(Alain Mion)에 의해 교대로 멤버 그룹으로 개편되었다.
MF DOOM, Madlib, Tyler the Creator, Flying Lotus, Lupe Fiasco 등 아티스트의 트랙에 포함된 코텍스 노래의 힙합 샘플은 2000년대 초반부터 밴드에 새로운 관심을 가져왔다.
코텍스에는 원래 알랭 미온(피아니스트, 가수, 작곡가, 편곡가, 리더), 알랭 간돌피(드러머, 타악기, 보컬), 미레유 달브레이(가수), 알랭 라비브(알토 색소폰) 및 제프 허트너가 포함되어 있었는데, 곧 장 그레베로 대체되었다. 밴드 멤버들은 알랭 미온이 파리 센터 아메리카(Centre Américain)의 게시판에 게시된 포스터에 응답했을 때 서로를 찾았다. 그 포스터에서 기타리스트와 베이시스트가 함께 연주할 뮤지션을 찾고 있다고 밝혔다.

## 음반
- Troupeau Bleu (Disques Espérance, Trad Vibe, 1975)
- Les Oiseaux Morts / Back to Life (Disques Espérance, Trad Vibe, 1976)
- Vol. 2 (Sonodisc, Trad Vibe, 1977)
- Mary & Jeff (Sonodisc, Trad Vibe, 1977)
- Pourquoi (Crypto/RCA, Trad Vibe, 1978)
- Inédit '79 (Underdog, 2006)